# Berne (Indiana)
Pour les articles homonymes, voir Berne (homonymie).
Berne est une ville du comté d'Adams, dans l’État de l'Indiana, aux États-Unis. Sa population s’élevait à 3 999 habitants lors du recensement de 2010, estimée à 4 102 habitants en 2016.

## Histoire
Berne a été bâtie à partir de 1852 par 70 mennonites venant de Suisse. Ils nommèrent la ville d’après le nom de la capitale de leur pays d’origine.

## Démographie
| Groupe            | Berne | Indiana | États-Unis |
| ----------------- | ----- | ------- | ---------- |
| Blancs            | 96,5  | 84,3    | 72,4       |
| Autres            | 1,4   | 2,7     | 6,4        |
| Métis             | 1,0   | 2,0     | 2,9        |
| Asiatiques        | 0,6   | 1,6     | 4,8        |
| Afro-Américains   | 0,5   | 9,1     | 12,6       |
| Amérindiens       | 0,1   | 0,3     | 0,9        |
| Total             | 100   | 100     | 100        |
|                   |       |         |            |
| Latino-Américains | 4,0   | 6,0     | 16,7       |

Selon l'American Community Survey, pour la période 2011-2015, 96,45 % de la population âgée de plus de 5 ans déclare parler anglais à la maison, alors que 2,26 % déclare parler l'allemand et 1,29 % l'espagnol.

## Personnalité liée à la ville
Richard R. Schrock, prix nobel de chimie en 2005, est né le 4 janvier 1945 à Berne.